# Espierba
Espierba es una aldea española del municipio de Bielsa, perteneciente a la provincia de Huesca, en la comunidad autónoma de Aragón. Se encuentra en el valle de Pineta, en la comarca de Sobrarbe.

## Historia
Hacia mediados del siglo XIX, el lugar ya pertenecía a Bielsa. Aparece descrito en el séptimo volumen del Diccionario geográfico-estadístico-histórico de España y sus posesiones de Ultramar de Pascual Madoz con las siguientes palabras:

ESPIERBA: ald. ó barrio de la prov. de Huesca, part. jud. de Boltaña, térm. de Bielsa (2 horas): está sit. en la ribera del Cinca mas arriba de la v.: antes tenia parr. independiente, mas ahora es coadjutoria de la principal de la v. (V.)
(Madoz, 1847, p. 568)

En 2023, la entidad singular de población tenía empadronados cuarenta habitantes y el núcleo de población, trece.
En la localidad todavía quedan hablantes del aragonés belsetán, especialmente Angel Luis Saludas, quien ha recopilado un diccionario con más de 20000 palabras para evitar la desaparición de una de las variantes del aragonés más puras en cuanto a rasgos lingüísiticos.

## Fiestas
- 14 de septiembre, fiesta de la Santa Cruz.
- 12 de octubre, romería de La Virgen De Pineta.